# Première guerre de Succession javanaise
 (mai 2019).
Si vous disposez d'ouvrages ou d'articles de référence ou si vous connaissez des sites web de qualité traitant du thème abordé ici, merci de compléter l'article en donnant les références utiles à sa vérifiabilité et en les liant à la section « Notes et références ».
La première Guerre de succession javanaise est un conflit qui a opposé de 1704 à 1708 Amangkurat III, Susuhunan ("souverain") du royaume javanais de Mataram (règne 1703-1708) à son oncle, le prince Puger, qui se considérait comme l'héritier légitime du précédent roi, Amangkurat II, et que la VOC (Compagnie néerlandaise des Indes orientales) reconnaîtra comme souverain sous le titre de Pakubuwono Ier (règne 1704-1719).